# Gilbert Häfner

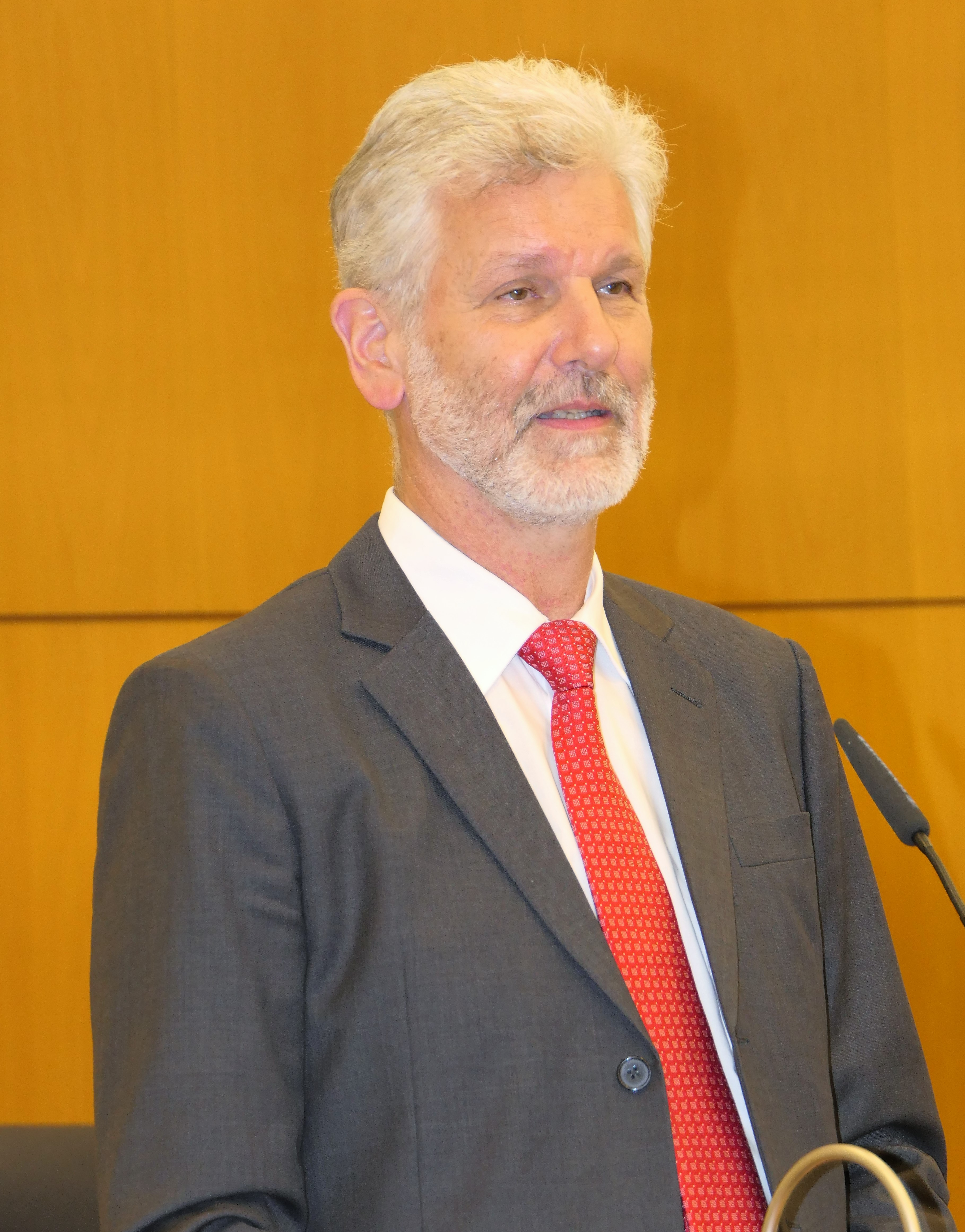
Gilbert Häfner (2019)

Gilbert Häfner (* 11. März 1955 in München) ist ein deutscher Jurist. Er war von Dezember 2017 bis Dezember 2020 Präsident des Oberlandesgerichtes Dresden.

## Leben
Häfner studierte nach dem Abitur von 1975 bis 1980 Rechtswissenschaften an Universitäten in München, Genf und Heidelberg. In Heidelberg absolvierte er anschließend auch sein Referendariat, das er 1982 mit dem Zweiten Staatsexamen abschloss. Mit Wirkung vom 5. April 1983 trat Häfner in den höheren Justizdienst des Landes Baden-Württemberg ein, seine erste Station war dabei die Staatsanwaltschaft am Landgericht Heidelberg. 1985 erfolgte eine Abordnung an das Baden-württembergische Justizministerium, wo er bis 1992 mit Personalangelegenheiten und später auch mit der Aus- und Fortbildung befasst war. Im Rahmen des Aufbaus der Sächsischen Justiz nach der politischen Wende in der DDR, die von den Partnerbundesländern Baden-Württemberg und Bayern unterstützt wurde, wechselte Häfner 1992 nach Dresden, wo er als Abteilungsleiter im Sächsischen Justizministerium die Abteilung Aus- und Fortbildung leitete und zugleich zum Präsidenten des Landesjustizprüfungsamtes ernannt wurde.
1995 wechselte er als Vorsitzender Richter an das Oberlandesgericht Dresden, wo er 14 Jahre lang den 8. Zivilsenat, der für Angelegenheiten des Bank- und Kapitalanlagerechts und des Verbraucherschutzes zuständig war, führte. Nachdem im September 2009 mit Jürgen Martens erstmals der sächsische Justizminister von der FDP gestellt worden war, hatte dies auch Personalwechsel im Ministerium zur Folge. Häfner wurde infolgedessen im Range eines Ministerialdirigenten zum Leiter der Abteilung I des Justizministeriums, die für Personal-, Haushalts-, Organisations- und Grundsatzfragen zuständig ist, berufen. Mit Wirkung vom 1. Januar 2012 löste Häfner den in den Ruhestand getretenen Gerd Halfar in seiner Funktion als Präsident des Landgerichts Dresden ab. Mit Wirkung vom 1. Dezember 2017 wurde Häfner in der Nachfolge von Ulrich Hagenloch Präsident des OLG Dresden. Am 31. Dezember 2020 trat er in den Ruhestand ein und sein Nachfolger wurde Leon Ross.

## Mediales Wirken
Seit 2002 gestaltet Häfner für die MDR-Sendung MDR um 4 ein Ratgeberprogramm zu rechtlichen Fragen des Alltags, das alle zwei Wochen ausgestrahlt wird.